# Sarah Sylbing
Sarah Sylbing (Amsterdam, 2 oktober 1980) is een Nederlands regisseur, documentairemaker en omroepbestuurder. Ze is sinds 2021 hoofdredacteur bij de VPRO.

## Levensloop
Haar middelbare school doorliep ze aan het Montessori Lyceum Amsterdam in Amsterdam Ze begon daarna aan een opleiding Spaans aan de Universiteit van Amsterdam (2000-2001), maar brak die af voor een studie Film- en televisiewetenschap aan dezelfde universiteit (2001-2005). Ze haalde daarin in 2005 een master voor, hetgeen opgevolgd werd door een master in Journalistiek en media in 2006. Vlak daarna startte al haar samenwerking met Ester Gould.
In 2013 won de mede door Sylbing geregisseerde jeugdserie Bikkels de Canadese Banff Rockie Award en later dat jaar de Cinekid Kinderkast non-fictie juryprijs. 
Samen met Ester Gould was ze winnaar van de VillaMediaprijs Journalist van het jaar 2016 voor hun documentaire-serie Schuldig (Human) over mensen met schulden in de Vogelbuurt in Amsterdam-Noord. De jury was daarbij van mening dat de documentaire soms meer weg had van een dramaserie en de kijker naar meer liet verlangen. De serie won in hetzelfde jaar een DDG-award, een Gouden TV Beeld en een Tegel en in 2017 werd de Zilveren Nipkowschijf aan haar toegekend. 
In 2020 maakte ze met Ester Gould de serie Klassen (Human), over de toenemende kansenongelijkheid in het onderwijs. Ze wonnen hiermee de Amsterdamprijs voor de Kunst en een speciale vermelding op de Prix D'Europe. 
Sylbing is sinds november 2021 toegetreden tot de driekoppige hoofdredactie van de VPRO.

### Privé
Ze is een dochter van actrice Elsje de Wijn. Haar vader, Garth Sylbing, die van Surinaamse afkomst is, hertrouwde na de scheiding van De Wijn met politica Jet Bussemaker. Haar levenspartner is cameraman Frithjof Kalf.

## Filmografie
Documentaires
| Titel                     | Jaar      | Opmerkingen                |
| ------------------------- | --------- | -------------------------- |
| Het zakmes                | 1992      | Cynthia                    |
| 50 cent                   | 2007      |                            |
| Flink Oud                 | 2009      |                            |
| De rekening van Catelijne | 2012      |                            |
| Bikkels                   | 2013-2015 | winnaar Banff Rockie Award |
| Schuldig                  | 2016      |                            |
| Klassen                   | 2022      |                            |

- Nederlandse Thesaurus van Auteursnamen: 370583965
- Virtual International Authority File: 309882356
- WorldCat: E39PBJfh9JrYdHPjkbYbqC4g8C